# Жупа-Дубровачка
Жу́па Дубро́вачка (хорв. Župa Dubrovačka) — община в южной части Хорватии (в Далмации), на берегу Адриатического моря. Население — 6683 чел. (на 2001 г.).

## Состав общины

Положение общины на территории жупании

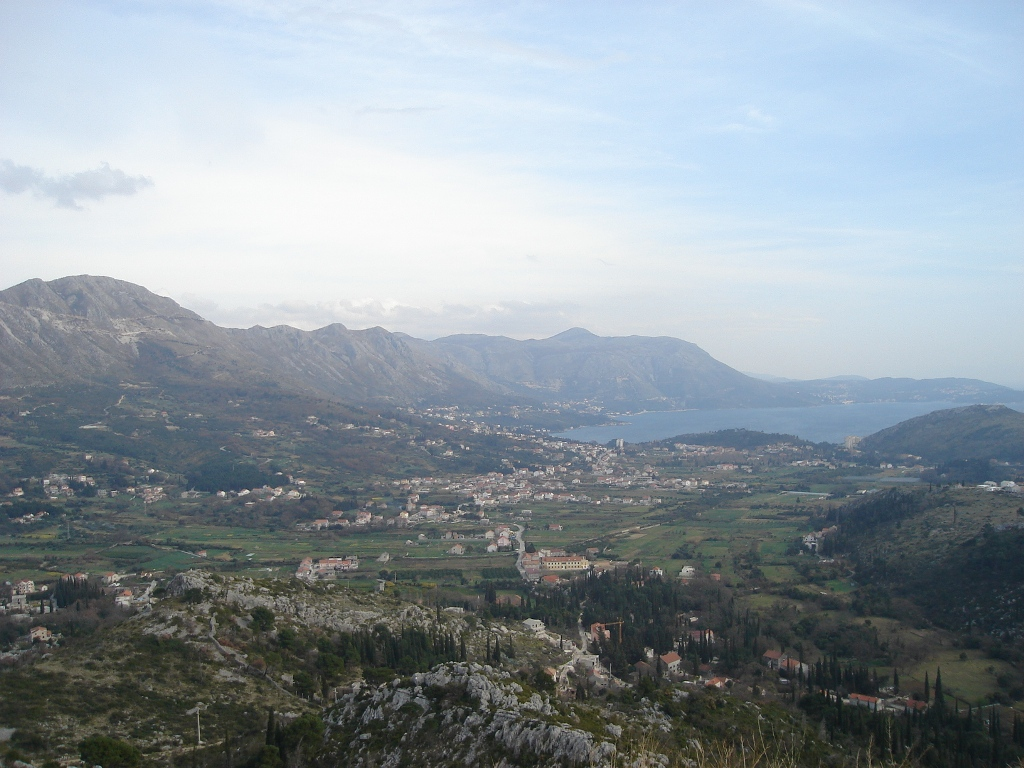
Жупа-Дубровачка

1. Брашина,
2. Буичи,
3. Горни-Бргат,
4. Грбавац,
5. Дони-Бргат,
6. Завреле,
7. Купари,
8. Макоше,
9. Мартиновичи,
10. Млини,
11. Петрача,
12. Плат,
13. Солине,
14. Сребрено,
15. Челопеци,
16. Чибача.